# Stanislao Klein
Stanislao Klein (1902) è stato un allenatore di calcio ungherese.

## Carriera
Nel 1940-1941 allena il Padova in Serie B. Nella stagione 1941-1942 guida prima la Pro Patria e poi il Bari in Serie B ottenendo la promozione in Serie A. Nella stagione 1949-1950 invece allena prima il Fanfulla e poi il Catania.

## Palmarès
- Campionato italiano di Serie B: 1

Bari: 1941-1942